# Thyrogonia
Thyrogonia is een geslacht van vlinders van de familie spinneruilen (Erebidae), uit de onderfamilie Arctiinae.

## Soorten
- T. aurantiiventris Kiriakoff, 1953
- T. cyaneotincta Hampson, 1918
- T. efulensis (Holland, 1898)
- T. hampsoni Kiriakoff, 1953